# あつたnagAya

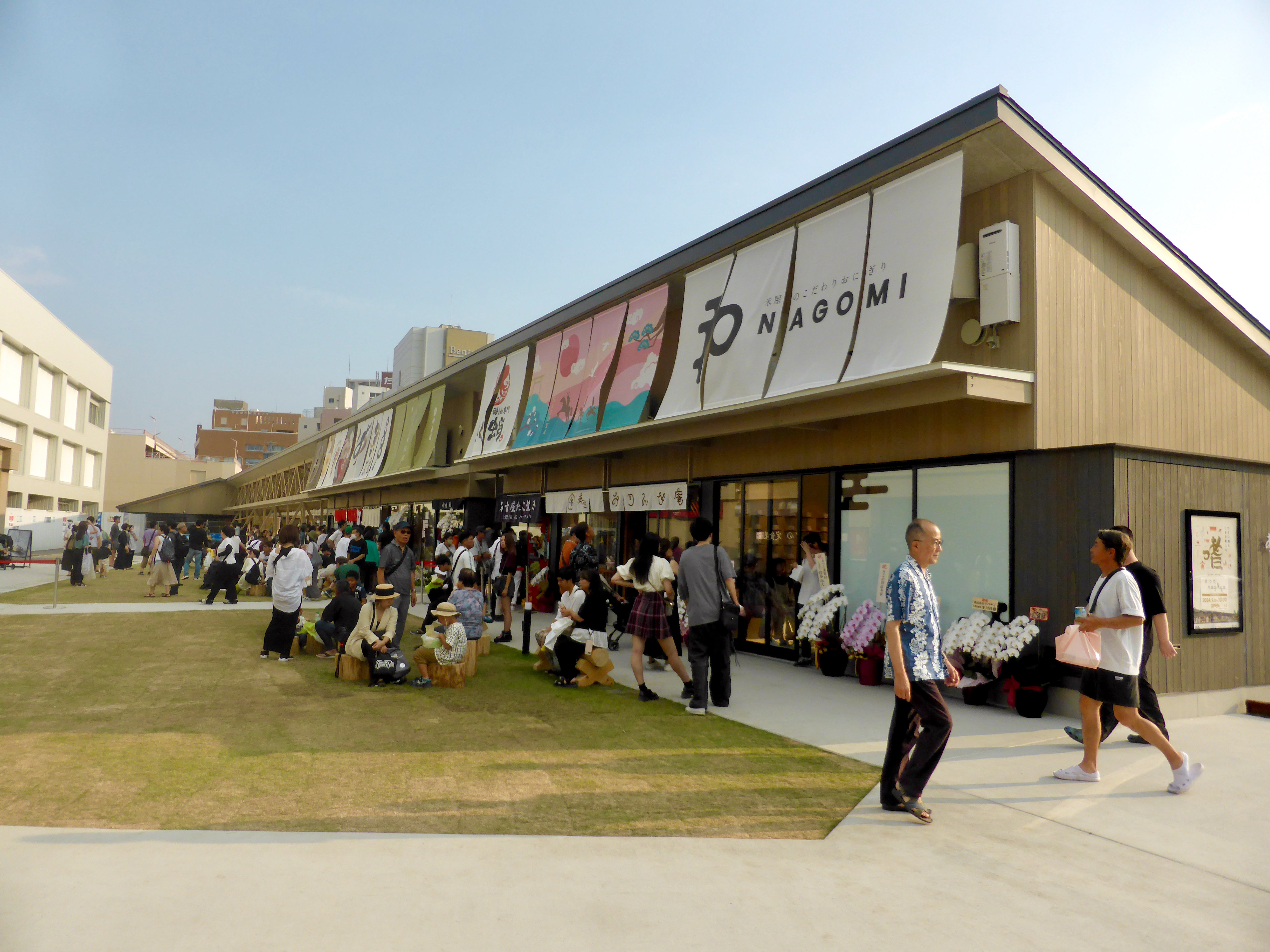
弐の戸

あつたnagAya（あつたナガヤ）は、愛知県名古屋市熱田区の神宮前駅西街区にある観光商業施設。

## 概要
パレマルシェ神宮が入居していたビルが施設の老朽化により解体され、その跡地を名古屋鉄道が再開発したもので、2024年9月6日に第1期オープンした。当初は9月1日のオープン予定であったが、台風の影響によりオープンを延期していた。
敷地面積は約7000m2で、延床面積は約1,100m2。愛知県産の木材を使用し、この施設の名称の由来ともなった街道沿いの長屋をイメージした木造平屋建ての建物が3棟建設された。第1期オープンには飲食店を中心に土産店など14店舗が出店している。また、施設南側に位置する第2期エリアが同年12月1日にオープンし、全面開業となった。
なお、この事業は愛知県補助事業「2023年度木の香る都市づくり事業」に採択されている。
また、あつたnagAyaとは別で、名古屋市も熱田神宮駅前地区まちづくり協議会による、熱田神宮駅前地区の再開発計画がある
。

## 施設
壱の戸
- 大久手山本屋神宮前店
- 熱田ひもの食堂/サラマンダー酒場
- 鯱ひげカフェ
- 風来坊神宮前店
- 串カツ くった
- 牛タン定食めぐろ
- 名鉄商店ATSUTA

弐の戸
- 米屋のこだわりおにぎり 和 〜NAGOMI〜

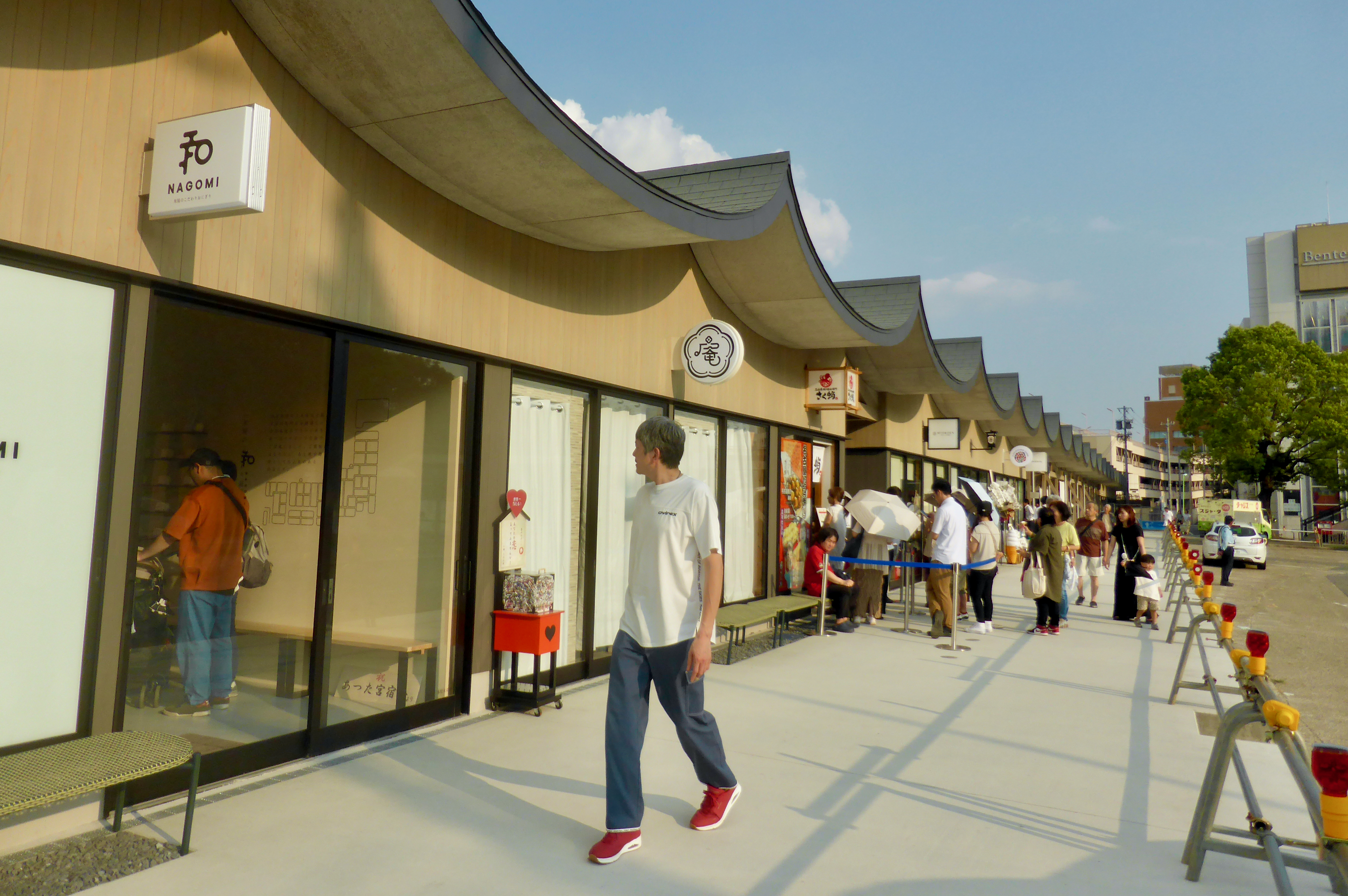
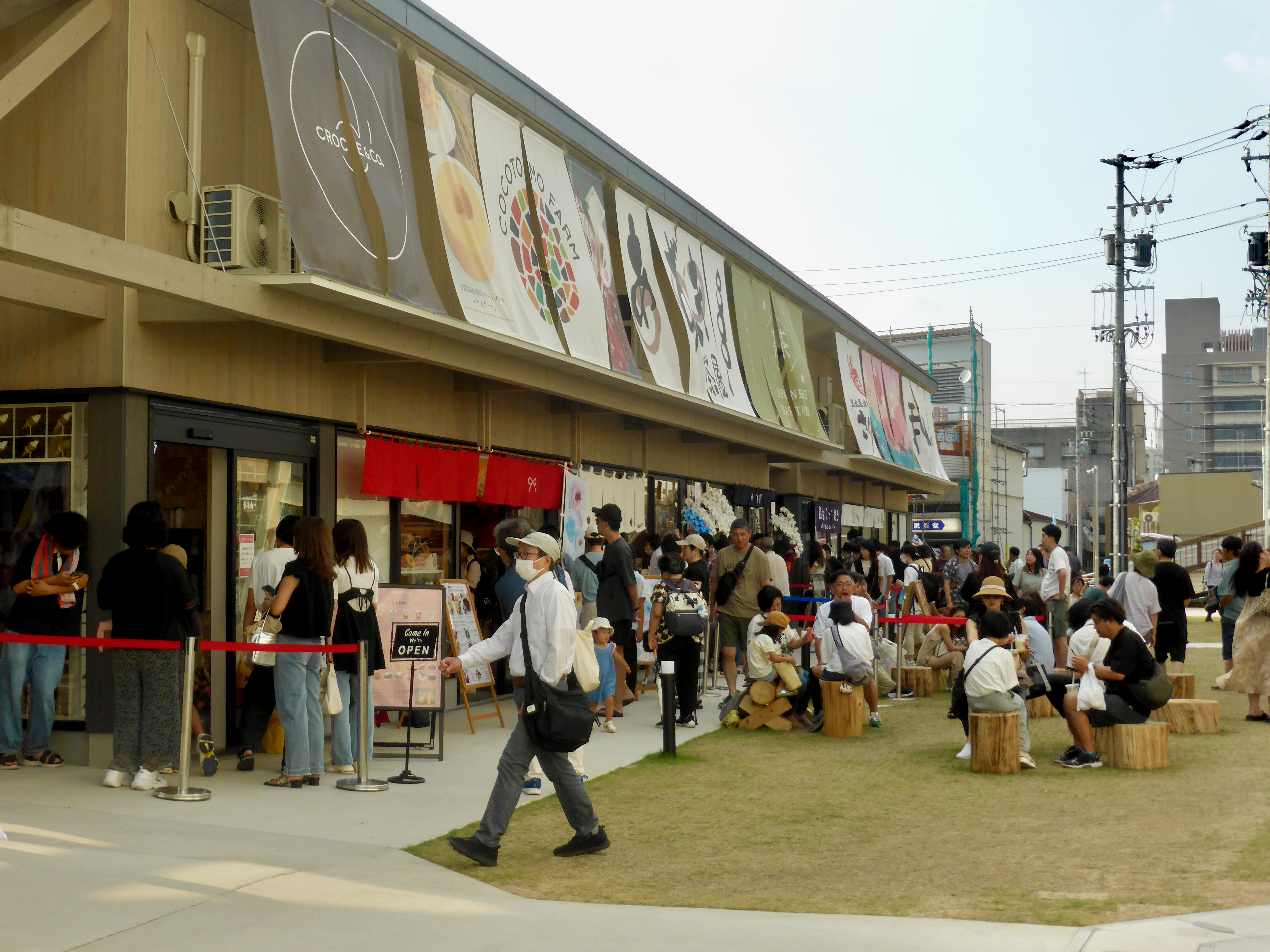
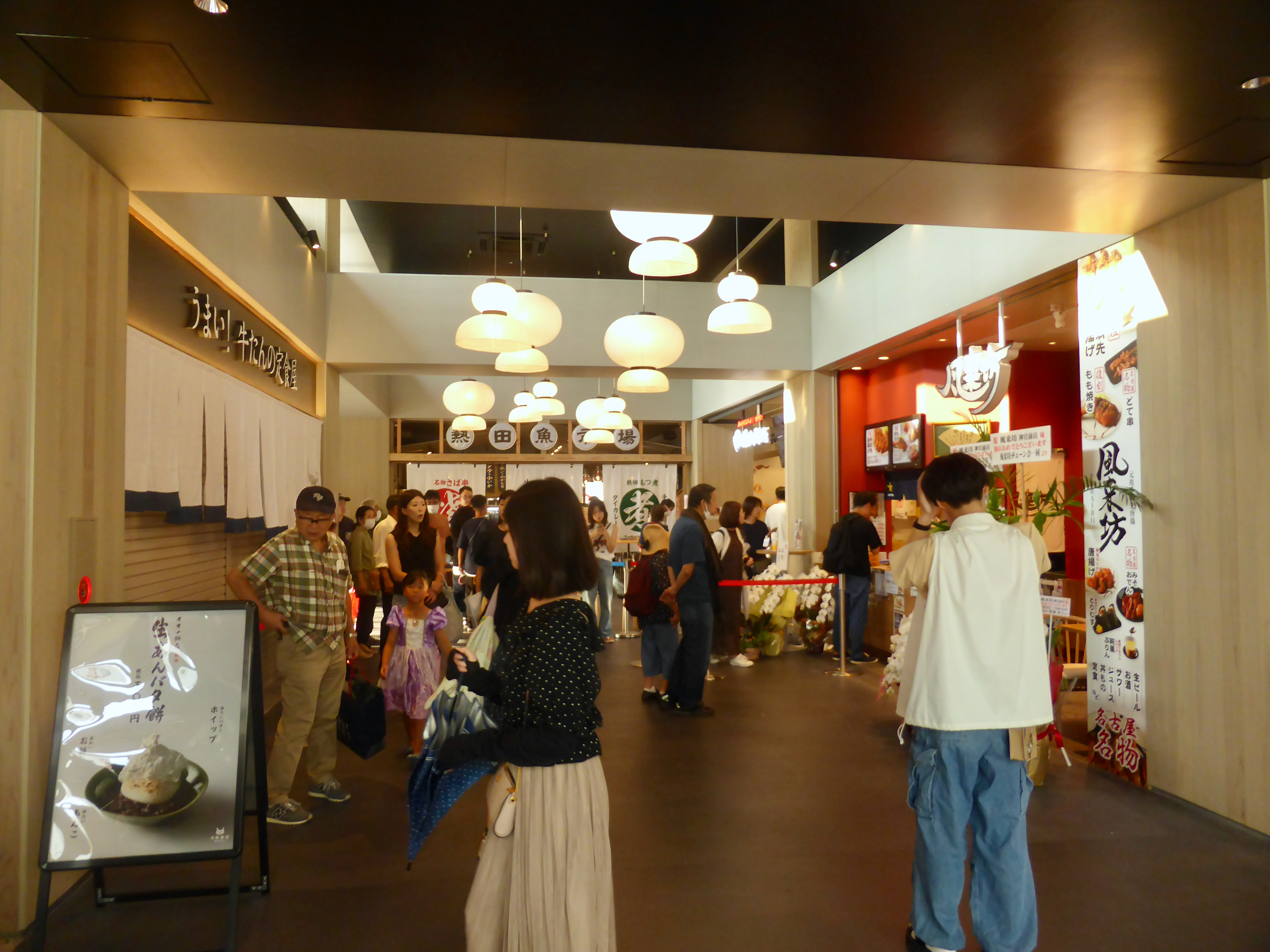

- あつた おりんぴ庵
- さく蛸
- 妙香園 あつたnagAya店
- あずき茶屋 亀屋芳広
- ココトモファーム 神宮前店
- CROCE&Co. -神宮-

参の戸
※すべてワゴンショップ
- いもんね神宮前店
- いもんね cookie&coffee
- POP UP STORE
- りきゅう JINGU-MAE
- 結糸 あつた店
- nagAyaのあめ
- 嗜み屋神宮参丁目店
- KIRIBASS
- 39Spoon

肆の戸
- えびせんべいの里 あつたnagAya店
- あつた小町 by Pare Marche

## 近隣施設
- 神宮前駅
- 熱田駅
- 熱田神宮